# 근적외선 분광법
근적외선 분광법(近赤外線分光法, 영어: near-infrared spectroscopy, NIRS)은 전자기 스펙트럼(780 nm ~ 2500 nm)의 근적외선 영역을 사용하는 분광 방법이다. 일반적인 응용 분야에는 혈당, 맥박 산소 측정, 기능성 신경 영상, 스포츠 의학, 엘리트 스포츠 훈련, 인체 공학, 재활, 신생아 연구, 뇌 컴퓨터 인터페이스, 비뇨기과(방광 수축) 및 신경학(신경 혈관 커플링)을 포함한 의료 및 생리학적 진단 및 연구가 포함된다. 제약, 식품 및 농약 품질 관리, 대기 화학, 연소 연구 및 지식과 같은 다른 영역에도 적용할 수 있다.

## 같이 보기
- 푸리에 변환 적외선 분광법
- 적외선 분광법
- 분광학